# Parc Nacional d'Isle Royale

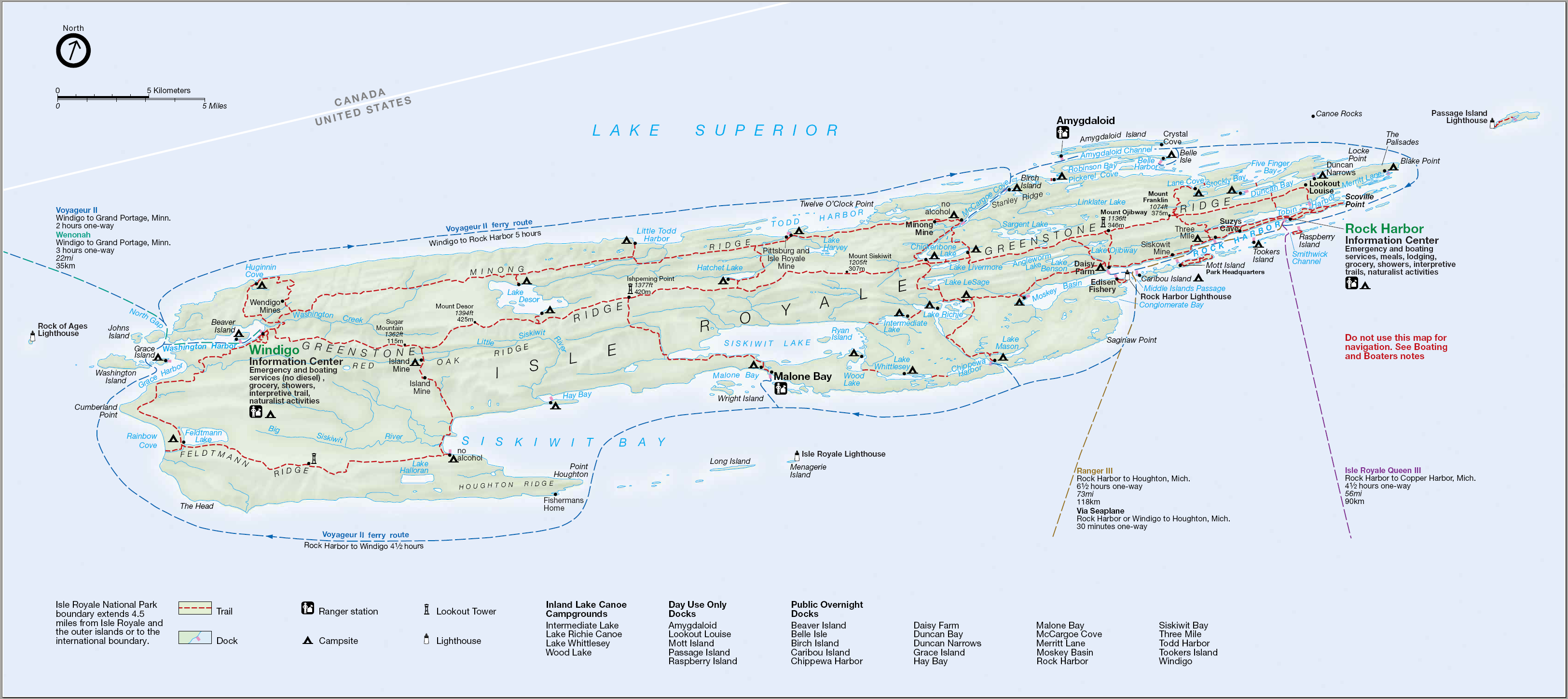
Mapa de l'illa Royale

El Parc Nacional d'Isle Royale (Isle Royale National Park) és un parc nacional administrat pel Servei de Parcs Nacionals situat a l'estat de Michigan (Estats Units). L'illa Royale (Isle Royale), l'illa més gran del Llac Superior, és de més de 72 quilòmetres de llarg i 14 quilòmetres d'ample al punt més ample. El parc està compost per l'illa Royale pròpiament dita i unes 400 illes més petites, juntament amb les terres submergides dins de 7,24 quilòmetres de la costa de l'illa Royale i les illes circumdants. El Parc Nacional d'Isle Royale va ser establert el 3 d'abril de 1940, va ser designat com una àrea salvatge el 1976, i es va fer una Reserva de la Biosfera el 1980. És un parc nacional relativament petit que mesura 2.320 quilòmetres quadrats, només 540 de les quals estan fora de l'aigua.
El parc es troba a la frontera entre Estats Units i el Canadà, i limita amb la proposta Àrea Marina Nacional de Conservació del Llac Superior (Lake Superior National Marine Conservation Area o Aire marine nationale de conservation du Lac-Supérieur) situada a la província canadenca d'Ontario.